# Албус Северус Поттер
Албус Северус Поттер — вигаданий персонаж серії романів англійської письменниці Джоан К. Ролінґ.
Другий син Гаррі Поттера і Джіні Візлі. Народився, ймовірно, в 2006 році, на рік молодший за брата і на два роки старший, ніж сестра.
Названий на честь Албуса Дамблдора і Северуса Снейпа, двох видатних директорів Гоґвортсу, з якими його батько був знайомий особисто.

## Біографія
Албус Северус народився в кінці 2005 р. або початку 2006 р. Його хрещеним батьком став друг батька — Невіл Лонґботом.
У 2014 році Албус із батьком, старшим братом і численними Візлі відвідав фінал Чемпіонату світу з квідичу в Аргентині. Там він познайомився з давнім другом свого батька, Віктором Крумом.
1 вересня 2017 року вирушає в Гоґвортс, щоб почати навчання на першому курсі. Перший раз він їде на Гоґвортському експресі разом зі старшим братом Джеймсом і кузиною Роуз Візлі. Перед посадкою на потяг Албус зізнався батькові, що боїться потрапити в Слизерин. Гаррі відповів йому, що найхоробріша людина, яку він знав, Северус Снейп, в честь якого Албус отримав друге ім'я Северус, навчався в Слизерині. Він запевнив сина, що якщо Албус буде розподілений в Слизерин — це ніяк не вплине на їхні з Джіні почуття до сина. Але якщо це важливо для самого Албуса, то варто сказати про це Сортувальному Капелюху, він візьме до уваги його вибір.

## Зовнішність і характер
Ззовні Албус дуже схожий на батька в тому ж віці: скуйовджене чорне волосся, мигдалеподібні яскраво-зелені очі бабусі. Він єдиний з дітей Гаррі і Джіні Поттерів, хто успадкував очі Лілі Поттер.
На відміну від непосидючого, товариського старшого брата, Албус — тихий, розумний і вдумливий хлопчик. Трохи невпевнений в собі (звідси і суперечки з братом про факультет), дуже прив'язаний до батька (адже тільки з Гаррі він поділився своїми страхами потрапити не на той факультет і розчарувати батьків).

## Взаємовідносини

### Батьки
У Албуса досить близькі стосунки з батьками. Він відчуває себе невпевнено під час першої поїздки в Гоґвортс і хвилюється з приводу розподілу по факультетах. Однак після визнання в цьому батькові і отримання від нього запевнення, що факультет не вплине на ставлення батьків до сина, Албус заспокоюється.

### Брат і сестра
Старший брат Албуса любить над ним пожартувати. Він вже не перший раз їде в Гоґвортс і активно використовує свою перевагу, щоб змусити молодшого похвилюватися. Тут і підбивання щодо факультету, і попередження про тестралів (які насправді невинні створіння). Однак не можна сказати, що брати постійно перебувають в стані війни — той же Джеймс аж ніяк не проти жити з Албусом в одній кімнаті, якщо до них переїде хрещеник Гаррі, Тед Люпин.
З Лілі у Албуса, ймовірно, більш рівні відносини, оскільки сестра не прагне над ним жартувати чи інакше ставити в незручне становище.

### Кузина
У Албуса, судячи з усього, хороші відносини з кузиною, Розою Візлі. Вони однолітки, у 2017 році вони обидва вперше їдуть в Гоґвортс, і Албус негайно відчуває полегшення, коли Поттери знаходять на платформі її сім'ю, і Роза йому посміхається.